# Josef Ullmann
Josef Ullmann (* 27. března 1944 Ostrava) je český architekt a bývalý politik, v 90. letech 20. století poslanec České národní rady a Poslanecké sněmovny za ODS, později za Unii svobody.

## Biografie
Koncem 60. let vystudoval Vysoké učení technické v Brně (Fakulta stavitelství). V letech 1968-1975 působil v podniku Stavoprojekt Ostrava jako projektant.
Ve volbách v roce 1992 byl zvolen do České národní rady za ODS (volební obvod Severomoravský kraj). Od vzniku samostatné České republiky v lednu 1993 byla ČNR transformována na Poslaneckou sněmovnu Parlamentu České republiky. Zde mandát obhájil ve volbách v roce 1996 a ve sněmovně setrval až do voleb v roce 1998. Po celé období let 1992-1998 zasedal ve výboru pro veřejnou správu, regionální rozvoj a životní prostředí, v letech 1996-1998 jako jeho místopředseda. V lednu 1998 opustil poslanecký klub ODS a přešel do klubu nově vzniklé Unie svobody.
V komunálních volbách roku 1998 kandidoval neúspěšně za Unii svobody do zastupitelstva města Ostrava a do městského obvodu Ostrava-Poruba. Profesně uvádí jako architekt.
V roce 1999 se jistý Josef Ullmann uvádí jako místopředseda dozorčí rady Fakultní nemocnice v Ostravě-Porubě, v roce 2000 jako vedoucí kanceláře ředitele vítkovické nemocnice blahoslavené Marie Antoníny v Ostravě.